# Collinsia sachalinensis
Collinsia sachalinensis là một loài nhện trong họ Linyphiidae.
Loài này thuộc chi Collinsia. Collinsia sachalinensis được Kirill Yuryevich Eskov miêu tả năm 1990.